# Юссуф Уедраого
Юссуф Уедраого (нар. 25 грудня 1952) — політичний діяч Буркіна-Фасо. 1992 року став першим прем'єр-міністр Буркіна-Фасо з 1983 року. З січня 1999 до червня 2007 року займав пост міністра закордонних справ країни. Є членом урядової партії Конгрес за демократію і прогрес (CDP).

## Біографія
Уедраого народився у Тікаре, провінція Бам. За президентства Томаса Санкари Уедраого обіймав посаду міністра планування та розвитку з 31 серпня 1984 упродовж наступних трьох років. Невдовзі після убивства Санкари у жовтні 1987 Уедраого став міністром планування та кооперації в уряді Блеза Компаоре. Залишив цей пост 25 квітня 1989, після чого очолив Раду з економічних та соціальних питань. Цей пост він займав до самого свого обрання до Національної асамблеї як депутата від провінції Бам за результатами виборів 1992 року. 16 червня 1992 року Компаоре призначив Уедраого на пост прем'єр-міністра.
У січні 1994 року відбулась девальвація франку CFA, що призвело до відставки голови уряду. Після цього Уедраого був призначений на пост посла країни в Бельгії, Нідерландах, Великій Британії, Люксембурзі та Євросоюзі.
2007 року Уедраого знову був обраний до Національної асамблеї. Пізніше став спеціальним представником голови Африканського банку розвитку.